# Rue de l'Anglade
La rue de l'Anglade est une ancienne voie de Paris. Située dans le 1er arrondissement, elle est supprimée en 1866 lors du percement de l'avenue de l'Opéra.

## Origine du nom
Ce nom lui vient de Gilbert Anglade, un bourgeois de Paris marchand de cartes du quartier Saint-Jacques-la-Boucherie, propriétaire du terrain sur lequel cette rue fut bâtie,.

## Situation
Située sur la butte Saint-Roch, la rue de l'Anglade était une courte rue d'une longueur de 27 mètres. Elle commençait au 2, rue de l'Évêque et au 6, rue des Frondeurs et finissait aux 7-9, rue de la Fontaine-Molière,.
Les numéros de la rue étaient noirs . Le dernier numéro impair était le no 5 et le dernier numéro pair était le no 4.
Jusqu'en 1859, elle est située dans l'ancien 2e arrondissement. Après 1859, elle est située dans le 1er arrondissement.

## Historique
En janvier 1631, le Bureau de la Ville passa un traité avec deux entrepreneurs, Charles Frogier et Louis le Barbier, qui s'étaient engagés à combler les anciens fossés  des remparts où l'eau croupissait et à détruire les anciens murs pour bâtir sur leur emplacement de nouveaux quartiers. En conséquence, le propriétaire Gilbert Anglade, qui avait acquis en 1628 un terrain situé près du champ de la Voirie l'Évêque et sur la ruelle du Chemin-Gilbert, un petit vignoble avec courtille et « maison de bouteille », fut exproprié de son terrain, sur lequel devaient être complétées du côté nord, les rues Sainte-Anne et des Moulins qui se poursuivaient parallèlement le long de la butte.
On donna dès cette époque le nom de « rue d'Anglade » à la voie servant de trait d'union aux rues Sainte-Anne et des Moulins.
Une décision ministérielle, du 3 nivôse an X (24 décembre 1801), signée Chaptal, fixe la largeur de cette voie publique à 8 mètres. Cette largeur est portée à 10 mètres, en vertu d'une ordonnance royale du 4 octobre 1826.
Le décret impérial du 3 mai 1854 prévoit la suppression de rue d'Anglade dans le cadre du réaménagement du quartier. La rue est absorbée par l'avenue de l'Opéra, nouvellement percée, et par la rue de l'Échelle, prolongée à l'emplacement de la rue des Frondeurs. Les travaux sont menés en 1866.